# Hochwald (Film)
Hochwald (englischer Titel: Why not you, Alternativtitel: Disco) ist ein österreichisch-belgischer Spielfilm von Evi Romen aus dem Jahr 2020 mit Thomas Prenn, Noah Saavedra und Josef Mohamed.

## Handlung
Der sensible Mario lebt in einem kleinen Dorf in Südtirol, er tanzt leidenschaftlich gerne und möchte Tänzer werden. Von den anderen Einwohnern wird er kritisch beäugt, Unterstützung erhält er von seinem Vater. Eines Tages trifft Mario seinen Jugendfreund Lenz wieder. Lenz ist als Schauspieler in Rom tätig, Mario hat Gefühle für ihn.
Mario reist ihm nach Rom nach, wo sie sich in einer Schwulenbar treffen. Allerdings muss sich Mario eingestehen, dass Lenz nicht unbedingt auf ihn gewartet hat. Nachdem bewaffnete Männer die Bar stürmen, kommt Lenz bei dem Anschlag ums Leben. Mario überlebt und kehrt alleine in sein Heimatdorf zurück. Er trifft auf Nadim, der für den Koran wirbt. Mario fühlt sich von Nadim und dem Islam angezogen.

## Produktion und Hintergrund
Die Dreharbeiten fanden an 28 Drehtagen von April bis Dezember 2019 statt, gedreht wurde in Österreich und Südtirol. Unterstützt wurde der Film von IDM Südtirol, vom Österreichischen Filminstitut, von Filmstandort Austria (FISA), vom Land Niederösterreich, vom belgischen Tax Shelter und dem italienischen Tax Credit. Beteiligt war der Österreichische Rundfunk.

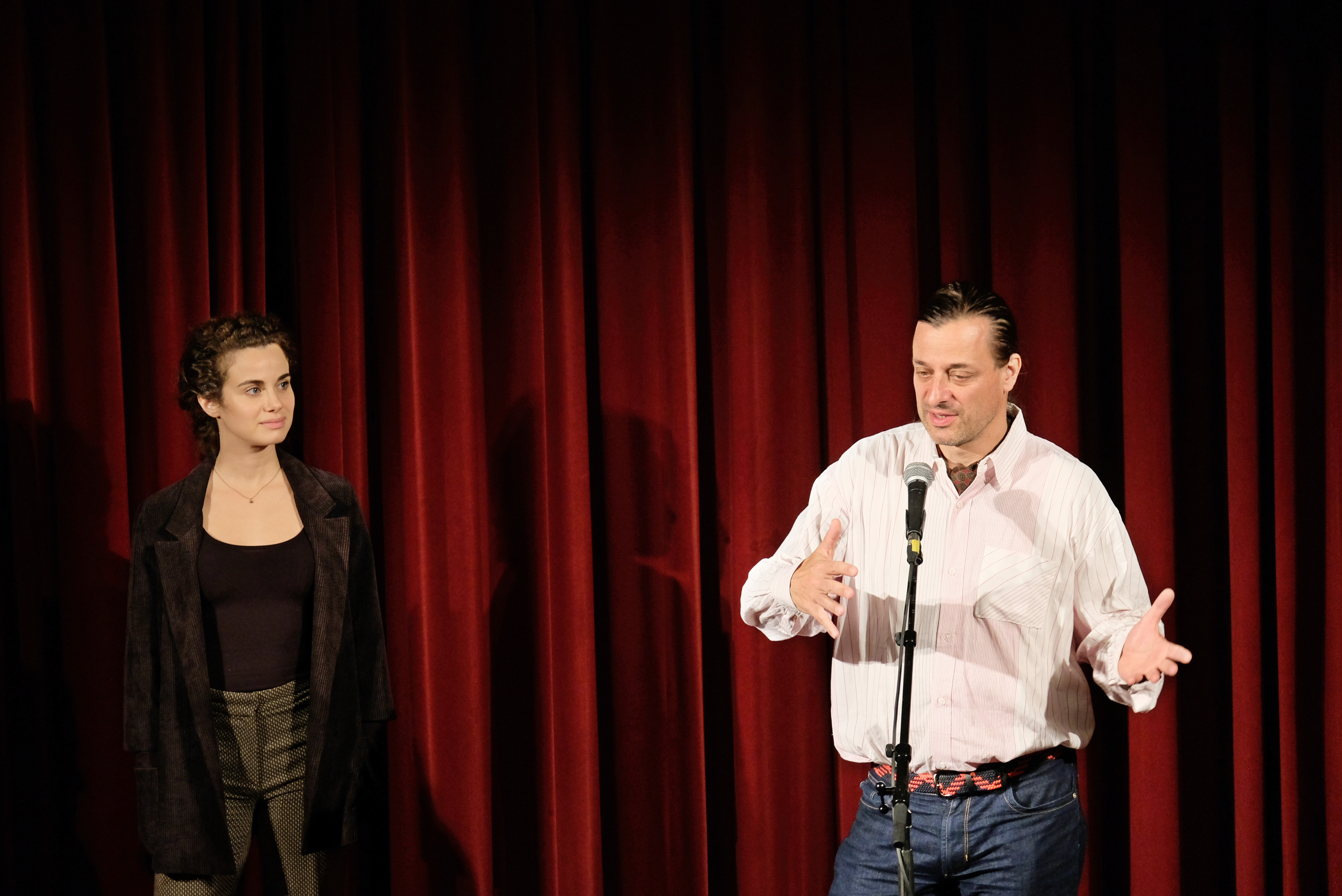
Elisabeth Kanettis und Alexander Dumreicher-Ivanceanu beim Publikumsgespräch zu Hochwald im Oktober 2020 bei der Viennale

Produziert wurde der Film von der Amour Fou Filmproduktion (Produzenten Alexander Dumreicher-Ivanceanu und Bady Minck) in Koproduktion mit Take Five (Gregory Zalcman, Alon Knoll).
Die Kamera führten Martin Gschlacht und Jerzy Palacz. Für Ton und Tongestaltung zeichneten David Hilgers, Fabrice Osinski und Valérie Le Docte verantwortlich, für das Kostümbild Cinzia Cioffi, für das Szenenbild Katharina Wöppermann, für das Casting Eva Roth und für die Maske Sam Dopona und Verena Eichtinger.
Die Idee zu dem Film hatte Evi Romen nach den Terroranschläge am 13. November 2015 in Paris. In den Nachrichten wurde berichtet, dass auch ein junger Südtiroler unter den Opfern im Bataclan war. Die Grundidee zum Film entstand durch die Frage, was passieren würde, wenn so ein globales Ereignis in eine kleine Dorfgemeinschaft einbricht.

## Veröffentlichung
Weltpremiere war am 27. September 2020 im Rahmen des Zurich Film Festivals, wo der Film in den Wettbewerb Fokus eingeladen und mit dem Goldenen Auge für den Besten Film der Sektion ausgezeichnet wurde.
Die Österreich-Premiere fand im Oktober 2020 auf der Viennale 2020 statt. Der österreichische Kinostart war ursprünglich für Anfang 2021 vorgesehen und wurde aufgrund der COVID-19-Pandemie auf den 10. Oktober 2021 verschoben.
2022 wurde im Rahmen der Edition österreichischer Film von Hoanzl und dem Standard auf DVD veröffentlicht. Im ORF wurde der Film am 7. April 2024 erstmals ausgestrahlt.

## Rezeption
Filmjournalist Dieter Oßwald zog auf Programmkino.de dieses Fazit: Spannend erzählt. Sehr überzeugend gespielt. Atmosphärisch dicht inszeniert sowie exzellent fotografiert: So geht Heimatfilm anno 2021!
Dominik Kamalzadeh meinte auf DerStandard.at, dass Romen wiederholt auf musikalische Montagen setze, um Hochwald vom Sozialdrama wegzubugsieren. Sie suche poetische Verdichtungen von Gefühlszuständen, in denen sich die Differenzen zwischen den Figuren allerdings nicht auflösen. Hochwald erzähle oft einfallsreich, manchmal auch ein wenig zu ausdrücklich davon, wie einer auf seine Unterschiede besteht und zwar umso nachdrücklicher, je mehr Widerstand ihm entgegenschlägt.
Stefan Grissemann befand im Nachrichtenmagazin Profil, dass der Film einen Nerv treffe, aber nicht ins Herz. Man möge das Drehbuch als mutig empfinden, aber es erscheine in mindestens ebenso hohem Maß überkonstruiert. Um Differenzierung sei Romen wohl bemüht, doch die Klischees seien robust, und das Psychodrama entfalte sich allzu gemächlich, fast unterspannt.
Das Lexikon des internationalen Films urteilte: „Der Film entwirft eine Zustandsbeschreibung, die vom Pathos jugendlicher Verweigerung lebt, und von deren stetem Scheitern. Dabei verweigert er sich simplen Negativklischees, zeigt aber dennoch bedrängend enge Verhältnisse, in denen nur manchmal ein Hauch von Optimismus spürbar ist.“

## Auszeichnungen und Nominierungen
Diagonale 2017
- Auszeichnung mit dem Carl-Mayer-Drehbuchpreis (Evi Romen)[16]

Zurich Film Festival 2020
- Auszeichnung mit dem goldenen Auge für den besten Film in der Sektion Fokus[6][7]

Filmfestival Bozen 2021
- Auszeichnung mit dem Preis des Landes Südtirol in der Kategorie Spielfilm (Evi Romen)[17]

Österreichischer Filmpreis 2021
- Nominierung in der Kategorie Bester Spielfilm[18][19][20][21]
- Auszeichnung in der Kategorie Bester männlicher Darsteller (Thomas Prenn)
- Nominierung in der Kategorie Beste männliche Nebenrolle (Noah Saavedra)
- Nominierung in der Kategorie Bestes Drehbuch (Evi Romen)
- Nominierung in der Kategorie Beste Kamera (Martin Gschlacht)
- Auszeichnung in der Kategorie Bestes Kostümbild (Cinzia Cioffi)
- Nominierung in der Kategorie Beste Maske (Sam Dopona und Verena Eichtinger)
- Auszeichnung in der Kategorie Beste Musik (Florian Horwath)
- Nominierung in der Kategorie Bester Schnitt (Karina Ressler)

Romyverleihung 2021
- Auszeichnung in der Kategorie Beste Kamera Kino (Martin Gschlacht und Jerzy Palacz)[22]

Diagonale 2021
- Auszeichnung in der Kategorie Bestes Kostümbild (Cinzia Cioffi)[23][24]
- Auszeichnung als bester Spielfilm (Evi Romen)[25]

Braunschweig International Film Festival 2021
- Nominierung für den Braunschweiger Filmpreis (bester Nachwuchsschauspieler Thomas Prenn)[26]